# کلاته خان (سربیشه)
کلاته خان روستایی در دهستان نهارجان بخش مود شهرستان سربیشه استان خراسان جنوبی ایران است.

## جمعیت
بر پایه سرشماری عمومی نفوس و مسکن در سال ۱۳۹۵ جمعیت این روستا ۳۲ نفر (۹خانوار) بوده‌است.